# Parasaurus geinitzi
Parasaurus geinitzi è un rettile erbivoro estinto appartenente ai pareiasauri, vissuto nel Permiano superiore (circa 260 milioni di anni fa). I suoi resti sono stati ritrovati in Germania.

## Descrizione
Come gran parte dei pareiasauri, anche questo animale era di grosse dimensioni e superava i due metri di lunghezza. Il corpo era a forma di botte, massiccio e corto, sorretto da quattro zampe robuste e tozze. Recenti scoperte indicano che il parasauro possedeva piccoli aculei nella parte posteriore del cranio, e probabilmente era privo di placche ossee immerse nella pelle (osteodermi) al contrario di tutti gli altri pareiasauri. Quest'ultima caratteristica, in ogni caso, deve essere comprovata da ulteriori scoperte.

## Classificazione
Per lungo tempo il parasauro è stato conosciuto solo in base a resti frammentari e, pur riconoscendo l'appartenenza alla famiglia dei pareiasauridi, gli studiosi non si sbilanciavano riguardo a una classificazione più approfondita. Con il ritrovamento di ulteriori resti fossili e la riscoperta di materiale ritenuto perduto, il parasauro è stato descritto adeguatamente: secondo un'analisi filogenetica dettagliata, questo animale era uno dei pareiasauri più evoluti, e potrebbe essere stato imparentato con il ben noto Scutosaurus della Russia. 